# Breznik (gmina Črnomelj)
Breznik – wieś w Słowenii, w gminie Črnomelj. W 2018 roku liczyła 21 mieszkańców.